# Умницы и умники
«Умницы и умники» (Телевизионная гуманитарная олимпиада школьников «Умницы и умники», до 27 февраля 1999 года — «Умники и умницы») — всероссийская гуманитарная телевизионная олимпиада, выходящая на «Первом канале» с 29 ноября 1992 года. Является телеверсией конкурса поступления в МГИМО. Автор и бессменный ведущий — Юрий Вяземский, который имеет неформальное звание «Заумник».
С 2009 года по настоящее время программа транслируется по субботам в утреннем эфире, в прошлые годы её показывали по выходным в дневном (до 2005 года) или утреннем эфире (с 2005 года). До конца 2000-х годов в случае выпадения на субботу или воскресенье праздничного дня программа перемещалась на ближайший понедельник.

## История
В начале 1992 года, после образования в РГТРК «Останкино» Студии детских и юношеских программ, у руководства возникли планы на создание телевизионной викторины для старшеклассников под рабочим названием «Умники». В качестве будущего автора и ведущего программы был выбран Юрий Вяземский, в 1988—1991 годах уже работавший в кадре в литературной викторине «Образ».
Вяземский сразу же решил, что передача должна существовать в форме телевизионной олимпиады, главный приз которой — поступление в МГИМО без экзаменов. Переговоры о создании такой программы с ректором института Анатолием Торкуновым прошли успешно. Однако Вяземского не устраивал заранее утверждённый режиссёр, который пытался придать программе не образовательный, а комедийный оттенок, после чего данное место заняла Тамара Павлюченко. Наконец, по инициативе заместителя председателя РГТРК «Останкино» Григория Шевелёва название программы было изменено на «Умники и умницы». Несмотря на возражения Егора Яковлева, считавшего данную задумку бесполезной, собранная творческая группа приступила к съёмкам программы.
Все вопросы, за исключением тематики русского языка, придумываются Юрием Вяземским, а в их отборе участвовала его супруга, шеф-редактор программы Татьяна Смирнова. По утверждению Вяземского, передача была придумана им «настолько заумной, чтобы телевизионщики от него отстали», и таким образом он в кадре стал называться «заумником».
С 1995 года программа производилась телекомпанией «Класс!», образованной на базе Студии детских и юношеских программ. Некоторыми источниками программа ошибочно определялась как детская, но сам ведущий не соглашался с такой характеристикой по нескольким причинам: участники — потенциальные кандидаты на право поступления на бюджетные места в престижный университет в лице МГИМО МИД РФ, дети её почти никогда не смотрели, а её целевой аудиторией всегда являлись любители интеллектуальных телеигр, желающие при просмотре узнавать что-то новое, интересное или полезное для себя:

Строго говоря, программа «Умники и умницы», оказавшаяся в числе финалистов ТЭФИ, детской не является. Ну хотя бы потому, что дети её смотрят редко. Аудитория «Умниц» — это любители всевозможных викторин, вроде «Своей игры». А юные зрители оказываются у экранов лишь после сурового родительского напутствия: «Посмотри, оболтус, какие у людей дети умные бывают!». Не случайно же «Умницы» в прежние годы оказывались в номинации «Просветительские программы», более для них подходящей даже по мнению ведущего Юрия Вяземского. Это, кстати, давняя наша традиция автоматически считать все фильмы про детей и программы с их участием детскими.

В 1998 году случился дефолт, и передача находилась на грани закрытия — телеканал «ОРТ» отказался финансировать её. Так как отборочные туры нового сезона уже прошли (их показ завершился 27 февраля 1999 года), Юрий Вяземский принял решение создать собственную продюсерскую компанию и покинул телекомпанию «Класс!» вместе с супругой. При финансовой поддержке МГИМО была создана телевизионная студия «Образ-ТВ», названная в честь передачи, которую ранее вёл Вяземский, поскольку никакая другая телекомпания производить передачу не захотела. Выход был возобновлён, правила остались прежними, но графическое, музыкальное и студийное оформление программы кардинально изменились. Незначительно изменилось и название передачи — его однородные члены поменяли места. Рекламные перерывы и спонсорская поддержка в тогдашней версии передачи полностью отсутствовали. С 2000 года программа стала производиться только при финансовой поддержке Министерства Российской Федерации по делам печати и телерадиовещания (с июля 2004 по июнь 2021 года — Федерального агентства по печати и массовым коммуникациям, с сентября 2021 года — Министерства цифрового развития, связи и массовых коммуникаций), о чём свидетельствует соответствующий текст в самом начале заставки.
До 7 августа 2004 года программа завершалась демонстрацией титров с указанием съёмочной группы (в 1992—1995 годах без указания должностей каждого из сотрудников). С 16 октября 2004 года они были урезаны, и в них остались только сведения об авторе и ведущем и о поддержке со стороны государства. С сентября 2018 года программа прерывается на рекламные паузы (с 8 октября 2006 по 7 июля 2018 года было два рекламных перерыва: после демонстрации заставки и перед показом финального титра о финансовой поддержке передачи со стороны государства).
С 4 октября 2003 по 25 июня 2006 года программа выходила при спонсорской поддержке производителя бытовой техники LG Electronics. Обновлённая студия программы, чей дизайн был разработан фирмой «Сцена», с которой тогда активно сотрудничал «Первый канал», стала содержать в себе установки со спонсорскими брендированными ноутбуками этой компании (для выполнения заданий на конкурсе русского языка), а участникам выдавались фирменные кофточки или бордовые жилетки с логотипом спонсора. С того же периода и до 13 августа 2005 года показ телеигры стал осуществляться с октября до середины августа, а не до середины-конца июня или начала июля, как это было ранее. С 9 октября 2005 года программа стала снова идти с октября до конца июня, так как сетка вещания «Первого канала» тогда была сильно изменена.
С осени 2006 года, в связи с изменением планов компании-посредника LG «Иммедиа» и неполучением студией «Образ-ТВ» финансовых средств, Вяземский перестал сотрудничать с LG, рассчитывая в дальнейшем найти более надёжного, по его мнению, российского спонсора (поддержка со стороны государства при этом осталась).
С осени 2007 года формат претерпел небольшие изменения. Теперь, по просьбам телезрителей, Вяземский стал приглашать в студию на роль третьего судьи известных людей (ранее они на передачу не приглашались). Преимущественно это были представители политической партии «Единая Россия», которой лоялен «Первый канал», федеральные министры, известные выпускники МГИМО разных лет, ведущие телеканала или аффилированные с его телепроектами люди. Чуть раньше, в июне 2007 года финал сезона 2006/2007 годов посетил будущий Президент Российской Федерации, а тогда первый вице-премьер Дмитрий Медведев.
В открывающей программе сезона 2021/2022 годов генеральный директор «Первого канала» Константин Эрнст лично вручил Вяземскому орден Александра Невского, который ведущий получил 5 июня 2021 года.
Во время производства программы студией «Образ-ТВ» студийные декорации передачи менялись пять раз: в выпусках от 8 октября 2000 года, 6 октября 2002 года, 4 октября 2003 года, 28 декабря 2008 года и 29 сентября 2012 года (начиная с сезона 2021/2022 последние декорации были обновлены).
Программа послужила толчком в карьере многих деятелей науки, культуры, журналистики и политики, в том числе и оппозиционных взглядов. Среди них были Андрей Виноградов (участвовал в сезоне 1992/1993 годов, отказался от главного приза), Ксения Полтева (в сезоне 1997/1998), Михаил Зыгарь (в сезоне 1997/1998), Кира Ярмыш (в сезонах 2005/2006 и 2006/2007) и Юлия Мамочева (в сезоне 2010/2011).

## Содержание и участники
Состязание проходит на темы из самых широких областей гуманитарных знаний — всемирная история, обществознание, мировая литература, культура, география, политология и дипломатия, каждая программа обычно посвящена определённой теме.
Принять участие в олимпиаде могут юноши и девушки из самых различных регионов России и ближнего зарубежья.
Олимпиада длится в период учебного года со второй половины сентября по конец июня или начало июля. Состязание разделяется на четвертьфинальные, полуфинальные игры (включая полуфинал «Шанс») и финал.
Каждая программа по терминологии передачи именуется агон (от греч. «состязание», «соревнование»). В каждом агоне участвуют теоретики (школьники, не выходящие на игровые дорожки) и агонисты (школьники, состязающиеся на игровых дорожках). В течение одного этапа (несколько агонов) участники успевают побывать как теоретиками, так и агонистами. В полуфиналах появляется также категория игроков-зрителей.
В 1992—1998 годах в одной передаче было 3 агона. На настоящий момент программа состоит из «Пролога», «Агона» (состязание на дорожках по этапам) и «Эпилога». В 2001—2006 годах передача открывалась с постановочного номера в студии по теме передачи, разыгранного актрисой театра и кино, помощницей ведущего и его племянницей Зоей Кайдановской. В 2006—2008 годах такие номера разыгрывали участники труппы Детского музыкального театра юного актёра, среди которых была будущая известная актриса театра и кино Варвара Шмыкова, а в 2008—2012 годах это уже делали дети.
В каждой передаче-агоне участвуют по 3 игрока (ученики 11 классов, имеющие право поступать на бюджетные места в МГИМО), называемых агонистами. Участникам предоставляется на выбор три дорожки (порядок выбора определяется судьями по итогам 2 конкурсов «Пролога»: «конкурса русского языка» и «конкурса красноречия»). На подготовку к выступлению в конкурсе красноречия даётся 15 минут перед съёмками. На выступление в конкурсе красноречия каждому участнику отводится до 40 секунд максимально. Ведущий засекает время секундомером и останавливает участника, если говорящий не укладывается в регламент. 19 декабря 2015 года конкурс русского языка был упразднён.
| 2 этап | 3 этап | 4 этап |
| 1 этап | 2 этап | 3 этап |
|        | 1 этап | 2 этап |
|        |        | 1 этап |

- Зелёная дорожка состоит из четырёх этапов, и на ней дважды можно давать неправильный ответ;
- Жёлтая — из трёх, но неправильных ответов может быть не более одного;
- Красная — из двух, но ошибаться нельзя (допустивший ошибку имеет право сыграть блиц («пойти ва-банк»), — ответив на вопрос, переходит в следующий этап, совершив ошибку, удаляется на скамейку штрафников (раньше удаляли в Карцер) на несколько игр).

На дорожках участник имеет право обдумать вопрос в течение 30 секунд. В эфире этот хронометраж не остаётся из-за лимитированного эфирного времени. Но, по правилам олимпиады, в процессе съёмок это время обязательно даётся участникам для формулировки ответа и на принятие решения. В случае отсутствия правильного ответа на дорожках ведущий адресует свой вопрос теоретикам (игрокам, сидящим на трибунах). За каждый правильный ответ теоретик получает орден.
Первый, кто прошёл все этапы своей дорожки, становится победителем (точнее: ответивший правильно на 2 вопроса, если противник не может это сделать быстрее). Превысивший предел допустимых ошибок игрок становится снова теоретиком. Соответственно, зелёная дорожка предъявляет наименьшие требования к игроку, но оставляет надеяться на неудачную игру остальных. На красной, напротив, требования самые высокие, зато безошибочно отвечающему участнику никто не может помешать выиграть.
В конце каждой передачи объявляется «Эпилог», в котором вопросы легче, чем в основной игре. В четвертьфинальных играх задаются вопросы теоретикам, за правильный ответ им вручается медаль, а 2 медали можно обменять на 1 орден.
В полуфиналы в качестве зрителей приглашаются школьники, которые хотели бы принять участие в программе в будущем, а также студенты МГИМО или бывшие участники программы. Зрители имеют право отвечать на вопросы и в ходе основного состязания, но только в случае, если теоретики не готовы отвечать. За правильный ответ они получают медаль.
По результатам игры на дорожках в каждом агоне определяется победитель, который и выходит в следующий этап олимпиады. В случае отсутствия победителя образуется вакансия, которая заполняется теоретиком, как правило, имеющим наибольшее количество орденов.
Судит состязание и оценивает ответы «ареопаг» — жюри из трёх судей, двое из них постоянны, третий приглашается по теме игры. В работе жюри олимпиады регулярно принимают участие видные государственные и общественные деятели, выдающиеся учёные и журналисты, деятели культуры. Так, в качестве судьи в передаче, вышедшей в эфир 6 марта 2010 года, принимал участие актёр Сергей Бурунов, пародировавший ведущего передачи Юрия Вяземского в 9 выпуске телепередачи «Большая разница». Темой монолога в конкурсе ораторского искусства «Умниц и умников» была «Пародия — это…» (ведущим озвучена как «Нам пародия жить помогает»).
После окончания игры ведущий берёт интервью у приглашаемого судьи по его профессиональной деятельности, иногда также победителя агона.

### Финал
В финале участвуют 9 агонистов (финалисты 1 категории) и теоретики (финалисты 2 и 3 категории). Агонисты получают орден (ключ) за каждый правильный ответ на дорожке. За неправильный ответ игрок получает штрафное очко (замок). Он кладётся на сектор этапа дорожки, где стоял агонист, и агонист переходит в следующий этап. Получивший 2 штрафных очка агонист удаляется на штрафную скамью. С 2008 года по итогам финала считается общее количество орденов.
Возглавляет финальное состязание Верховный Архонт — ректор МГИМО Анатолий Торкунов. По результатам финального состязания определяются победители, которые прямо в студии становятся студентами МГИМО, а призёры получают льготы на вступительных испытаниях.
Дорожки финала до 17 сезона 2008/2009 годов
| 4 этап | 4 этап | 4 этап |
| 3 этап | 3 этап | 3 этап |
| 2 этап | 2 этап | 2 этап |
| 1 этап | 1 этап | 1 этап |

### Изменения в финале
С 17 сезона 2008/2009 годов правила финала претерпели небольшие изменения. Дорожки стали жёлтыми, количество этапов сократилось до трёх, существовавший ранее «Карцер» был заменён «скамейкой штрафников».
Дорожки финала с 17 сезона 2008/2009 годов
| 3 этап | 3 этап | 3 этап |
| 2 этап | 2 этап | 2 этап |
| 1 этап | 1 этап | 1 этап |

20 июня 2020 года, ввиду пандемии COVID-19 и невозможности проведения съёмок финала, 28 сезон 2019/2020 годов завершился передачей, в которой Вяземский вместе с Анатолием Торкуновым просматривал фрагменты достижений всех дошедших до финального этапа участников. Приказ об их зачислении в институт был подписан непосредственно в кабинете ректора.

## Награды
Программа стала лауреатом премии ТЭФИ-2001 в номинации «Лучшая образовательная программа», а также — в 1996-м, 2006-м, 2014-м и 2016-м в категории «Лучшая программа для детей и юношества». Программа стала лауреатом премии ТЭФИ-2023 в номинации «Программа для детей».